# 村上龍太郎
村上 龍太郎（むらかみ りゅうたろう、1892年（明治25年）1月4日 - 1964年（昭和39年）7月31日）は、日本の農林官僚。馬政局長官。

## 経歴
愛媛県出身。1916年（大正5年）、高等文官試験に合格し、翌年に東京帝国大学法科大学政治科を卒業した。山林属、山林事務官・農商務事務官、特許局事務官・農商務参事官、農林書記官・大臣官房文書課長・統計課長、農務局農政課長を歴任。1931年（昭和6年）、畜産局長となり、1933年（昭和8年）には山林局長に転じた。山林局長在任中は関東軍軍令部附・同顧問を務めた。1937年（昭和12年）、馬政局次長、ついで馬政局長官に就任した。
退官後は日本競馬会副理事長となり、1941年（昭和16年）からは農地開発営団理事長となった。
戦後は国立国会図書館専門調査員を務めた。